# Аргинбаев, Шахан
Шахан Аргинбаев (7 ноября 1919, село Грязновка Ермаковского района Павлодарской области — 2004, город Аксу Павлодарской области) — Герой Социалистического Труда (1971), ветеран Великой Отечественной войны.

## Биография
Родился 7 ноября 1919 года в селе Грязновка Ермаковского района Павлодарской области. Трудовую деятельность начал с 1934 года в качестве рабочего в совхозе «Ермаковский».
В 1940—1946 годах служил в рядах Советской Армии, был участником Великой Отечественной войны 1941—1945 годов.
После демобилизации вернулся в родной совхоз и до 1950 года работал помощником чабана, с 1950 года — старшим чабаном.
Почти треть века отдал Аргинбаев Шахан общественному животноводству. Тысячи голов скота вырастил за свою жизнь скромный труженик Прииртышских степей Шахан Аргинбаев, не один десяток тонн тонкорунной шерсти и отличной баранины сдал он государству. Стал чабаном-рекордсменом — от 100 овцематок получил и вырастил 117 ягнят. Отдавая много времени и сил работе, Шахан продолжал настойчиво повышать своё профессиональное мастерство и в 1972 году показал новый рекорд — получил 126 ягнят от 100 овцематок. В 1973 году перекрыл и эти показатели — на 100 овцематок получил 131 ягнёнка.
Указом Президиума Верховного Совета СССР «О присвоении звания Героя социалистического Труда передовикам сельского хозяйства Казахской ССР» от 8 апреля 1971 года за выдающиеся успехи, достигнутые в развитии сельскохозяйственного производства и выполнении пятилетнего плана продажи государству продуктов земледелия и животноводства удостоена звания Героя Социалистического Труда с вручением ордена Ленина и золотой медали «Серп и Молот».
За долголетний труд большой вклад в развитие животноводства в районе постановлением X сессии Аксуского районного совета народных депутатов от 27 февраля 1992 году Аргинбаеву Шахану было присвоено звание «Почётный гражданин Аксуского района».
Последние годы жил в городе Аксу (до 1993 года — Ермак) Павлодарской области. Ушёл из жизни в 2004 году.

## Награды и звания
- Звание Героя Социалистического Труда с вручением золотой медали «Серп и молот» и ордена Ленина,
- Орден Отечественной войны 2-й степени (1985)[3],
- Орден Красной Звезды[4]- за то, что под вражеским огнем в период переправы через р. Одер устранил 11 прорывов телефонной сети, чем способствовал точному огню своей батареи, рассеявшей благодаря красноармейцу Аргумбаеву до двух рот пехоты и подавлению 3 артбатарей и 1 минометной батареи противника.
- Медаль «За боевые заслуги» (1943)[3]- за то, что разведчик взвода управления 2-го дивизиона 753 пап РГК Центрального фронта красноармеец Аргинбаев дважды по минометным и артиллерийским огнем переправлялся через р. Днепр и доставлял боевые донесения вовремя.
- Медаль «За освоение целинных земель»,
- Большая серебряная медаль ВДНХ СССР,
- Звание «Лучший чабан Павлодарской области Казахской ССР»,
- Звание «Ударник коммунистического труда»,
- Звание «Мастер животноводства 1 класса»,
- Звание «Лучший животновод Казахской ССР»,
- Звание «Почётный гражданин Аксуского района»,
- Юбилейные медали,
- Почетные грамоты обкома профсоюза, облсовпрофа, Министерства сельского хозяйства Казахской ССР.